# Tom Bundy
Tom Bundy, właśc. Thomas Clark Bundy (ur. 8 października 1881 w Santa Monica; zm. 13 października 1945) – amerykański tenisista, trzykrotny zwycięzca U.S. National Championships w grze podwójnej, reprezentant kraju w Pucharze Davisa.

## Kariera tenisowa
Bundy raz awansował do finału gry pojedynczej U.S. National Championships (obecnie US Open), w 1910 wygrywając finał all comers z Bealsem Wrightem, a ponosząc porażkę w challenge round z Williamem Larnedem. Był także półfinalistą zawodów w 1909 i 1911. W grze podwójnej Bundy w latach 1912–1914 triumfował w U.S. National Championships wspólnie z Mauricem McLoughlinem. W 1910 przegrał finał debla partnerując Trowridge Hendrickiowi, a w 1915 razem z McLoughlinem.
W latach 1911 i 1914 reprezentował Stany Zjednoczone w dwóch przegranych meczach deblowych w Pucharze Davisa. Finały te USA przegrały najpierw z Australazją, a potem z Australią.

### Finały w turniejach wielkoszlemowych

#### Gra pojedyncza (0–1)
| Końcowy wynik | Nr | Data | Turniej                              | Nawierzchnia | Przeciwnik     | Wynik finału            |
| ------------- | -- | ---- | ------------------------------------ | ------------ | -------------- | ----------------------- |
| Finalista     | 1. | 1910 | U.S. National Championships, Newport | Trawiasta    | William Larned | 1:6, 7:5, 0:6, 8:6, 1:6 |

#### Gra podwójna (3–2)
| Końcowy wynik | Nr | Data | Turniej                                | Nawierzchnia | Partner            | Przeciwnicy                     | Wynik finału            |
| ------------- | -- | ---- | -------------------------------------- | ------------ | ------------------ | ------------------------------- | ----------------------- |
| Finalista     | 1. | 1910 | U.S. National Championships, Newport   | Trawiasta    | Trowridge Hendrick | Fred Alexander Harold Hackett   | 1:6, 6:8, 3:6           |
| Zwycięzca     | 1. | 1912 | U.S. National Championships, Newport   | Trawiasta    | Maurice McLoughlin | Raymond Little Gustave Touchard | 3:6, 6:2, 6:1, 7:5      |
| Zwycięzca     | 2. | 1913 | U.S. National Championships, Newport   | Trawiasta    | Maurice McLoughlin | Clarence Griffin John Strachan  | 6:4, 7:5, 6:1           |
| Zwycięzca     | 3. | 1914 | U.S. National Championships, Newport   | Trawiasta    | Maurice McLoughlin | George Church Dean Mathey       | 6:4, 6:2, 6:4           |
| Finalista     | 2. | 1915 | U.S. National Championships, Nowy Jork | Trawiasta    | Maurice McLoughlin | Clarence Griffin Bill Johnston  | 6:2, 3:6, 4:6, 6:3, 3:6 |